# Cyrtarachne hubeiensis
Cyrtarachne hubeiensis là một loài nhện trong họ Araneidae.
Loài này thuộc chi Cyrtarachne. Cyrtarachne hubeiensis được miêu tả năm 1994 bởi Chang-Min Yin & Zhao.